# Furax (rappeur)
Pour l’article homonyme, voir Furax (animal).
Furax Barbarossa ou simplement Furax, est un rappeur français né le 4 février 1979 à Vesoul dans la Haute-Saône, et installé à Toulouse. Ancien membre actif de Polychrome 7 (avec Reda, DjAnce, Sendo, Komar, Apa-H et Mnc). 

## Discographie

### Singles
- 2019 : Mona Lisa
- 2020 : Sales mômes (ft. Scylla)

### Vidéographie
- 2022 : URAGANO
- 2022 : Brise de mer
- 2022 : À l'amiable (ft. Scylla)
- 2022 : Caravelle